# Kakyō hyōshiki
Le Kakyō hyōshiki (歌経標式) est un texte sur la poétique japonaise écrit par Fujiwara no Hamanari. Constitué un volume, c'est « la plus ancienne pièce existante de critique poétique dans le canon japonais ».

## Histoire
Commandé par l'empereur Kōnin, l'ouvrage est achevé en 772. Le titre commun est aujourd'hui Kakyō hyōshiki, ce qui est une référence au Classique des vers chinois, (Shikyō en japonais). Chronologiquement toutefois, le nom ne correspond pas et certains manuscrits ne contiennent pas ce titre du tout. Les titres alternatifs comprennent Uta no shiki (歌式), qui est susceptible d'avoir été le titre original, ainsi que Hamanari shiki (浜成式), basé sur le nom du compilateur.

## Contenu
L'objectif principal de ce texte est une tentative d'appliquer des règles phonétiques de la poésie chinoise à la poésie japonaise. Comme les deux langues sont fondamentalement différentes, l'application est forcée et artificielle.
Le texte définit sept types de kahei (歌病), littéralement « maladies poétiques » qui sont des défauts de rhétorique qui devraient être évités lors de la composition poétique :
- tōbi (頭尾?) : le dernier caractère des premier et dernier vers est le même ;
- kyōbi (胸尾?) : le dernier caractère du premier vers est le même que le troisième ou le sixième caractère du deuxième vers ;
- yōbi (腰尾?) : le dernier caractère des autres vers est homophone avec le dernier caractère du troisième vers ;
- enshi (黶子?) : le dernier caractère du troisième vers est utilisé dans les autres vers ;
- yūfū (遊風?) : la deuxième et la dernière syllabes dans un seul vers sont les mêmes ;
- dōseiin (同声韻?) : le dernier caractère des troisième et cinquième vers est le même ;
- henshin (偏身?) : à l'exception de la dernière syllabe du troisième vers, lorsque deux ou plusieurs homophones sont utilisés consécutivement.

Le texte définit également trois types de formes poétiques :
- kyūin (求韻?) : chōka et tanka ;
- satai (査体?) : irrégulier ;
- zattei (雑体?) : mixe.

Hamanari cite 34 poèmes pour illustrer les points ci-dessus. Beaucoup de ces poèmes ne se trouvent pas dans les collections de poésie de l'époque tels que le Man'yōshū. Ces poèmes sont très précieux pour la linguistique comparée dans la mesure où ils sont écrits en man'yōgana, script qui conserve une distinction phonologique historique connue sous le nom de Jōdai tokushu kanazukai (en), perdue peu après.